# Đế quốc Anh
Đế quốc Anh (tiếng Anh: British Empire) bao gồm các vùng tự trị, thuộc địa được bảo hộ, ủy thác và những lãnh thổ khác do Khối liên hiệp Anh và các quốc gia tiền thân của nó cai trị hoặc quản lý. Đế quốc Anh khởi nguồn với các thuộc địa và trạm mậu dịch hải ngoại do Anh thiết lập từ cuối thế kỷ XVI đến đầu thế kỷ XVIII. Vào giai đoạn đỉnh cao của nó, Đế quốc Anh được xem là đế quốc có diện tích lãnh thổ lớn nhất trong lịch sử nhân loại và là thế lực đứng đầu toàn cầu trong hơn một thế kỷ. Tại thời điểm lãnh thổ Đế quốc Anh đạt đến cực đại năm 1922, Đế chế đã cai trị khoảng 458 triệu người, chiếm 23% dân số thế giới lúc đó và bao phủ diện tích xấp xỉ 33,67 triệu km², chiếm 24% tổng diện tích toàn cầu. Đế quốc Anh còn là đế quốc có lãnh thổ lớn nhất trong lịch sử thế giới, do vậy những di sản về văn hóa, ngôn ngữ, luật pháp của Đế quốc Anh được truyền bá rộng rãi. Vào thời điểm nó đạt tới đỉnh cao của quyền lực, Đế quốc Anh thường được ví von với câu nói bất hủ "Đế quốc mặt trời không bao giờ lặn" bởi vì mặt trời luôn chiếu sáng trên ít nhất một trong những lãnh thổ của nó.
Trong suốt Thời đại Khám phá vào thế kỷ XV và XVI, Tây Ban Nha và Bồ Đào Nha là hai quốc gia châu Âu đi tiên phong trong đứng đầu phong trào thám hiểm thế giới và trong quá trình đó họ đã thiết lập các đế quốc hải ngoại lớn. Đố kỵ với sự thịnh vượng vô cùng lớn cùng nhiều lợi ích riêng mà hai đế quốc thực dân này giành được, các nước Anh, Pháp và Hà Lan bắt đầu thiết lập các thuộc địa và các mạng lưới mậu dịch của họ tại châu Mỹ, châu Á và Châu Phi. Một loạt cuộc chiến với Pháp và Hà Lan trong thế kỷ XVII và XVIII đã giúp Anh trở thành một cường quốc chi phối thống trị tại Bắc Mỹ và Ấn Độ. Nhưng đồng thời, uy thế của nước Anh (và cả Pháp) bị hạn chế tại châu Âu sau năm 1763, trước sự phát triển lớn mạnh của các cường quốc phía Đông như Phổ, Áo và Nga.
Sự kiện Mười ba thuộc địa tại Bắc Mỹ giành được độc lập vào năm 1783 sau cuộc Chiến tranh Cách mạng Mỹ khiến cho nước Anh mất đi một số thuộc địa lâu đời nhất và đông dân nhất của mình. Ngay sau đó nước Anh nhanh chóng chuyển sự quan tâm sang châu Phi, châu Á và Thái Bình Dương. Sau thất bại của nước Pháp trong cuộc chiến tranh Napoléon (1803 – 1815), nước Anh tận hưởng một thế kỷ thống trị hầu như không có đối thủ, và mở rộng phạm vi trên khắp toàn cầu. Địa vị thống trị của Anh sau này được ca ngợi như là Pax Britannica (Thái bình Anh Quốc), một giai đoạn mà châu Âu và thế giới tương đối thái bình (1815 – 1914), đây là thời điểm mà nước Anh nắm quyền bá chủ toàn cầu và tự tuyên bố họ là "người canh giữ cho hoà bình thế giới". Vào đầu thể kỷ 19, cuộc Cách mạng công nghiệp bắt đầu biến đổi nước Anh; tại thời điểm diễn ra cuộc "Đại Triển Lãm" vào năm 1851, nước Anh được ca ngợi như là "công xưởng của thế giới". Đế quốc Anh còn bành trướng đến Ấn Độ, phần lớn Châu Phi và nhiều khu vực khác trên thế giới. Cùng với sự kiểm soát chính thức của nước Anh đối với các thuộc địa riêng của mình, nó còn thống trị gần như toàn bộ nền thương mại của thế giới đồng nghĩa với việc là nó kiểm soát nền kinh tế của nhiều khu vực khác như châu Á và Mỹ Latinh.
Tại nước Anh, những quan điểm chính trị đã thay đổi theo hướng ủng hộ chính sách tự do thương mại cùng chính sách tự do và phổ cập hoá đặc quyền bầu cử. Vào thế kỷ XIX, dân số của nước Anh đã gia tăng một cách mạnh mẽ, cùng với đó quá trình đô thị hoá nhanh chóng mà gây nên những căng thẳng nghiêm trọng về cả kinh tế cũng như xã hội. Để tìm kiếm các thị trường và các nguồn tài nguyên mới, Đảng Bảo thủ dưới thời Benjamin Disraeli đã khởi động một kỷ nguyên mới của chủ nghĩa bành trướng đế quốc tại Ai Cập, Nam Phi và nhiều nơi khác. Nhiều thuộc địa như Canada, Úc và New Zealand được trao quyền tự trị, một vài trong số đó được tái phân loại là quốc gia tự trị.
Đến đầu thế kỷ XX, sự phát triển lớn mạnh của Đế quốc Đức và Hoa Kỳ dẫn đến sự uy hiếp lớn đến phần nào vị thế dẫn đầu về kinh tế của nước Anh. Chính sách đối ngoại của Anh quốc tập trung vào mối quan hệ hợp tác chặt chẽ và hữu nghị với Hoa Kỳ, nhưng những căng thẳng về vấn đề ngoại giao và quân sự khiến quan hệ với nước Đức ngày càng trở nên xấu đi và là nguyên nhân chính dẫn đến cuộc chiến tranh thế giới lần thứ nhất. Trong thời kỳ diễn ra cuộc Chiến tranh thế giới thứ nhất, nước Anh đã phải dựa nhiều vào đế quốc của mình về mặt nhân sự cũng như lương thực. Cuộc chiến này đã tạo ra một gánh nặng to lớn cả về mặt quân sự, tài chính và nguồn nhân lực cho nước Anh. Mặc dù sau cuộc chiến này, cương thổ của Đế quốc Anh đã được mở rộng lên tới cực điểm, bản thân nó đã không còn giữ được vị thế như là một cường quốc vô song về quân sự và công nghiệp được nữa. Trong Chiến tranh thế giới lần hai, các thuộc địa của Anh tại Đông Nam Á đã bị Nhật Bản chiếm đóng, điều này đã làm cho uy tín của đế quốc Anh bị suy giảm nghiêm trọng và đẩy nhanh quá trình sụp đổ của Đế quốc này. Sau chiến tranh, Anh phải trao quyền độc lập cho các thuộc địa của mình, trong đó đông dân và giá trị nhất là Ấn Độ. Trong những năm còn lại của thế kỷ XX, phần lớn những thuộc địa của Đế quốc Anh giành được độc lập như một phần của phong trào phi thuộc địa hóa từ các cường quốc châu Âu, sau đó Đế quốc Anh cáo chung với việc chuyển giao Hồng Kông cho Trung Quốc vào năm 1997. 14 lãnh thổ ở hải ngoại hiện vẫn thuộc chủ quyền của Anh. Sau độc lập, nhiều thuộc địa của Anh gia nhập khối Thịnh vượng chung các Quốc gia, một hiệp hội tự do của các quốc gia độc lập. 16 quốc gia có chung một người lãnh đạo duy nhất, Quốc vương Charles III, đó mới là chính thức Vương quốc Khối thịnh vượng chung.

## Nguồn gốc (1497 – 1583)

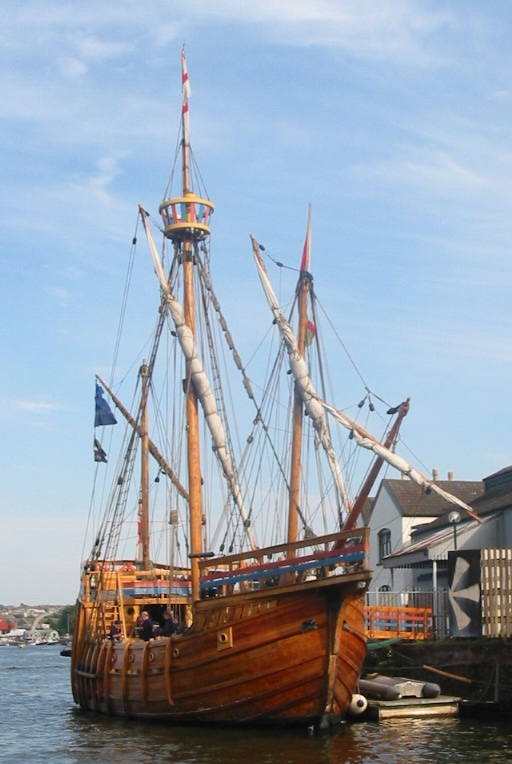
Một mô hình của tàu Matthew, chiếc thuyền mà thuyền trưởng John Cabot dùng để đến Tân thế giới trong chuyến hành trình thứ hai của mình

### Châu Mỹ, châu Phi và buôn bán nô lệ

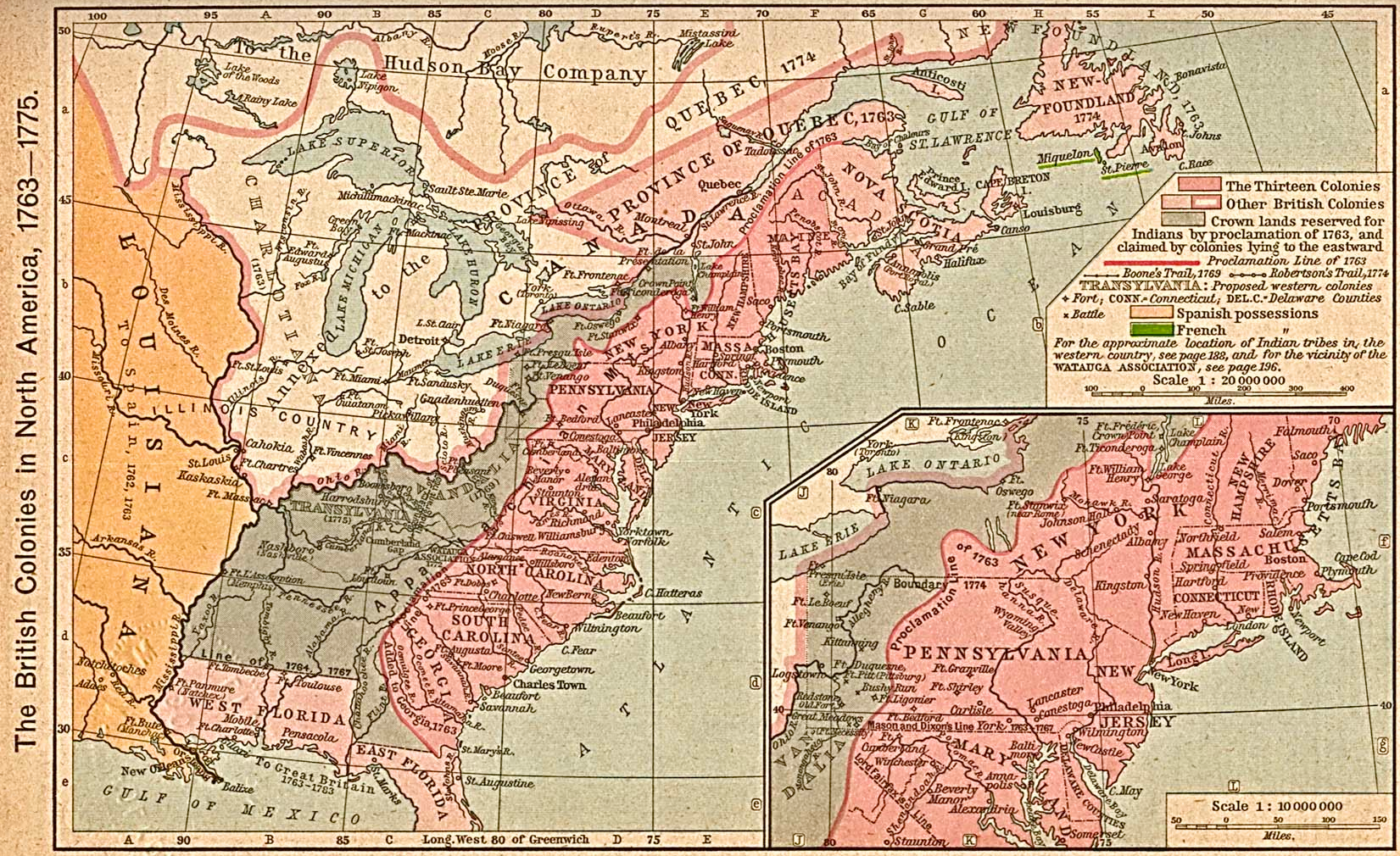
Thuộc địa Anh tại Bắc Mỹ, 1763–1776

Sơ đồ Mậu dịch tam giác

### Kình địch với đế quốc Hà Lan tại châu Á

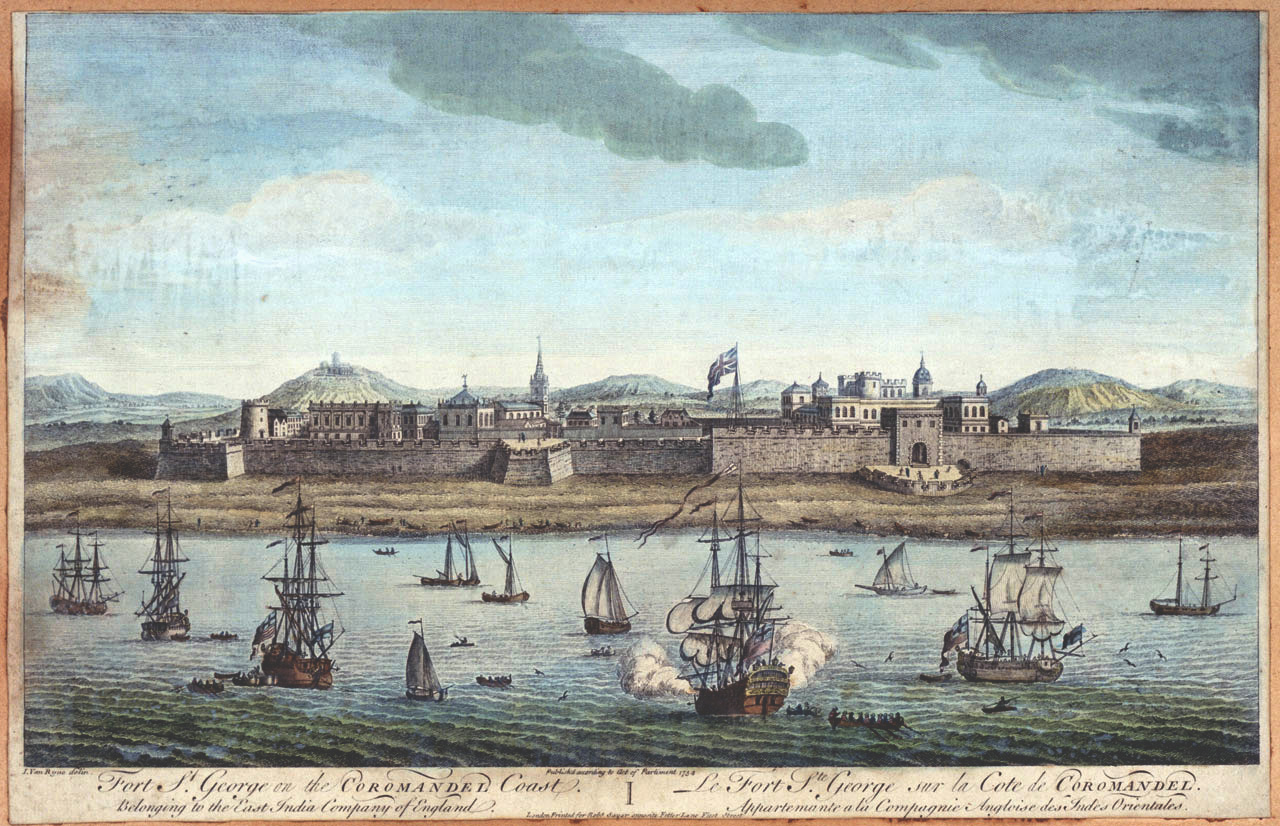
Pháo đài St. George được thành lập tại Madras năm 1639

### Chiến tranh với Pháp

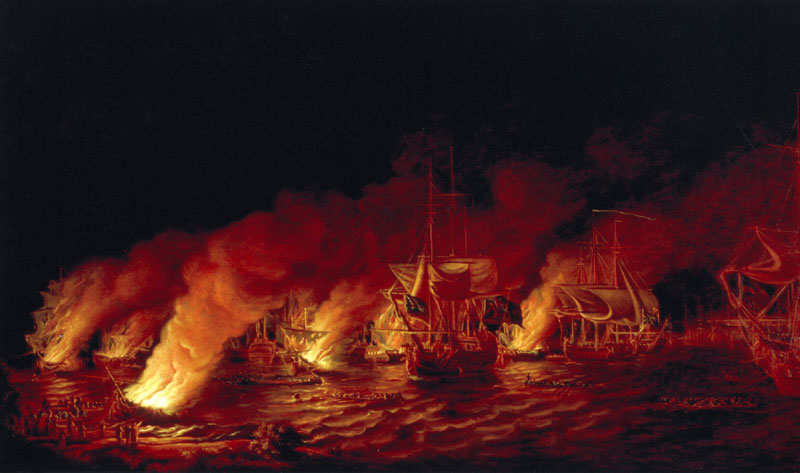
Hạm đội Pháp bị đánh chìm tại Québec năm 1759

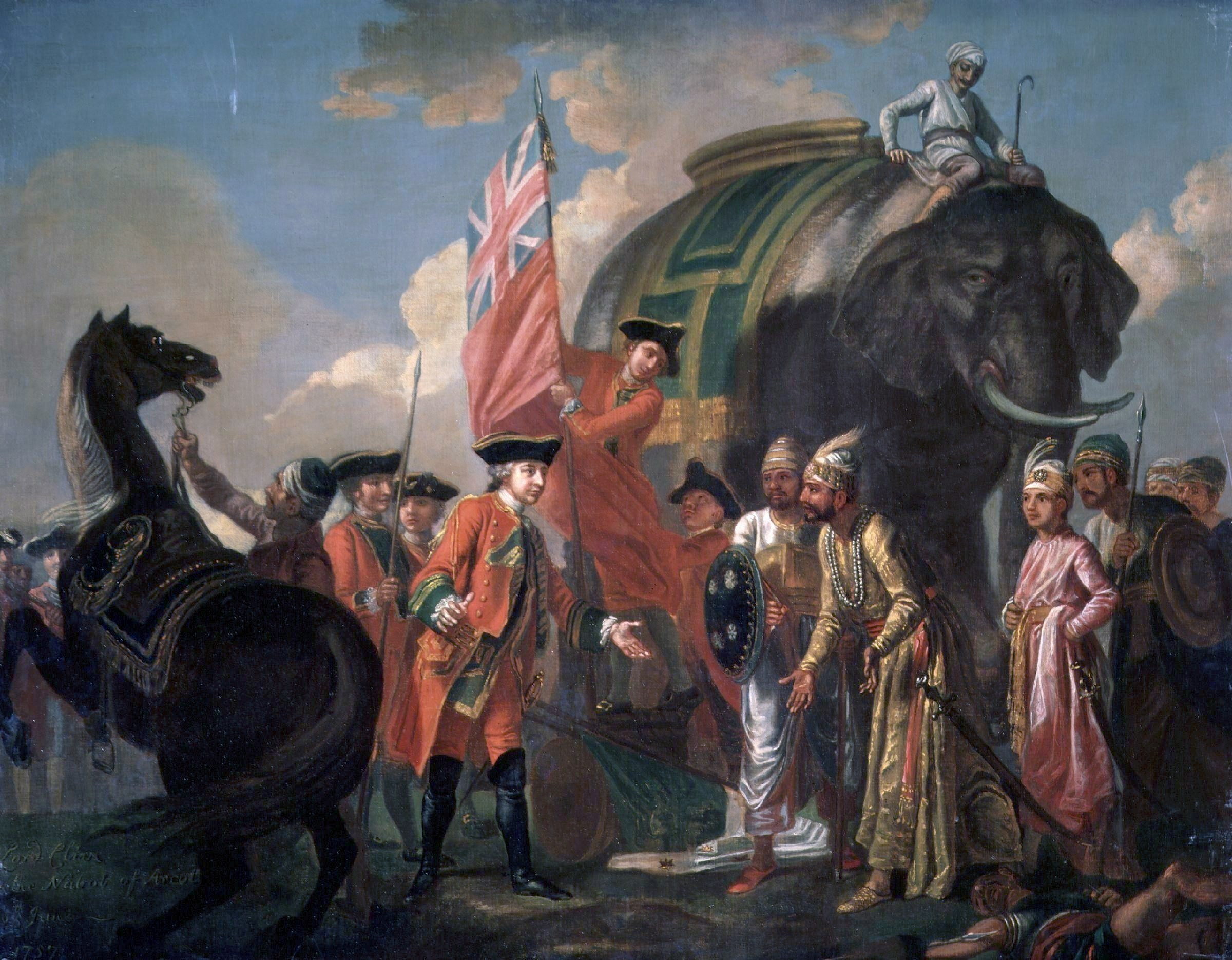
Chiến thắng của Robert Clive tại Trận Plassey đã đánh dấu sự trổi dậy của Công ty Đông Ấn Anh thành một thế lực quân sự lẫn thương mại.

### Cách mạng Mỹ

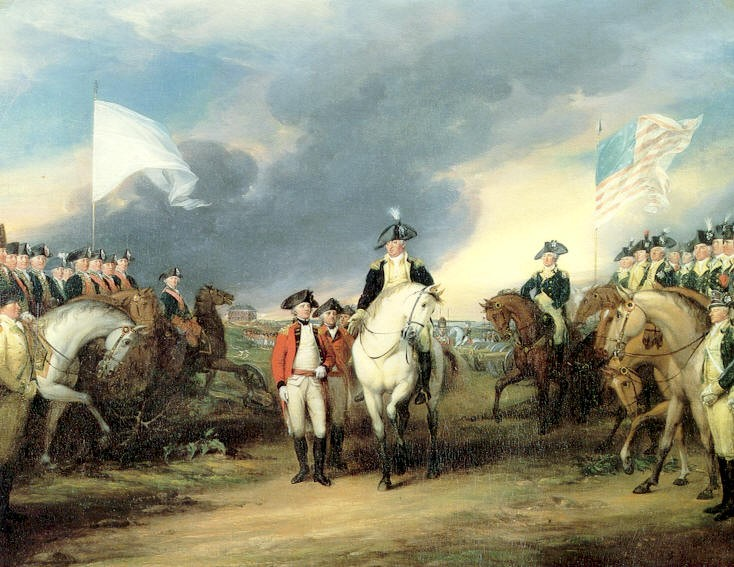
Hầu tước Cornwallis đầu hàng (1781). Việc đánh mất 13 thuộc địa đã đánh dấu sự kết thúc của đế quốc thứ nhất.

### Thám hiểm Thái Bình Dương

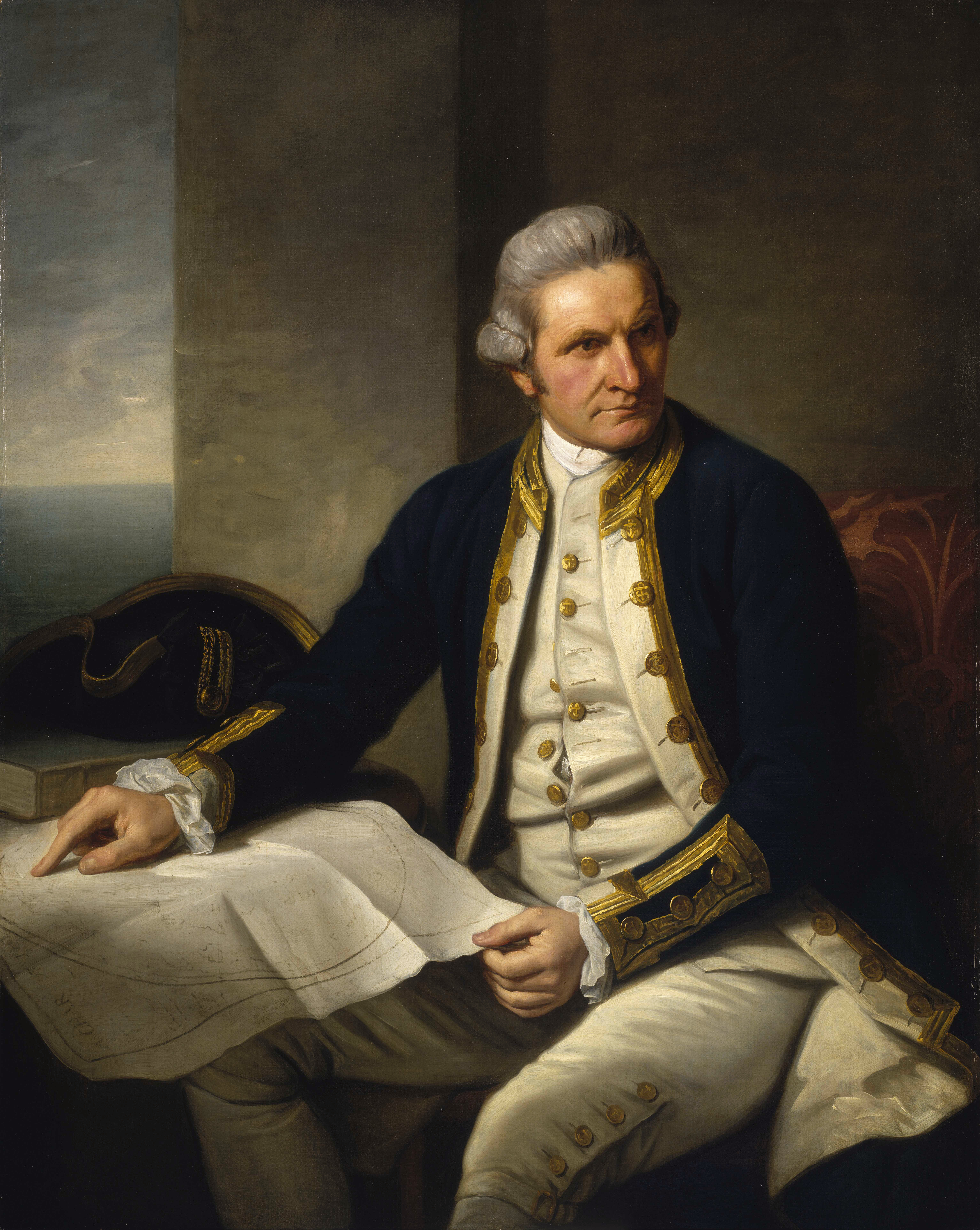
Nhiệm vụ của James Cook là phải tìm lục địa phương nam giả định Terra Australis

### Chiến tranh với Napoléon

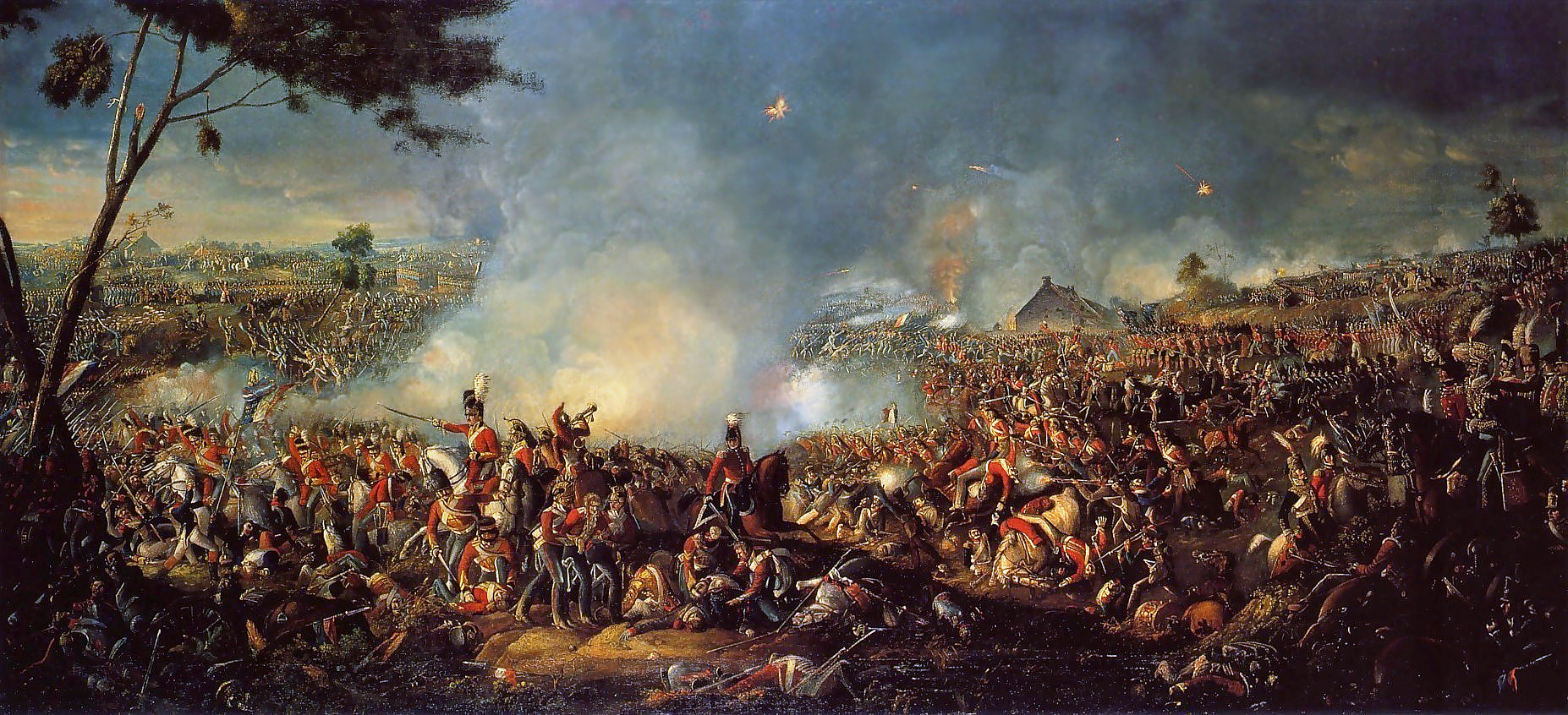
Trận Waterloo kết thúc với thất bại của Napoleon.

## "Thế kỷ đế quốc" của Anh (1815 – 1914)

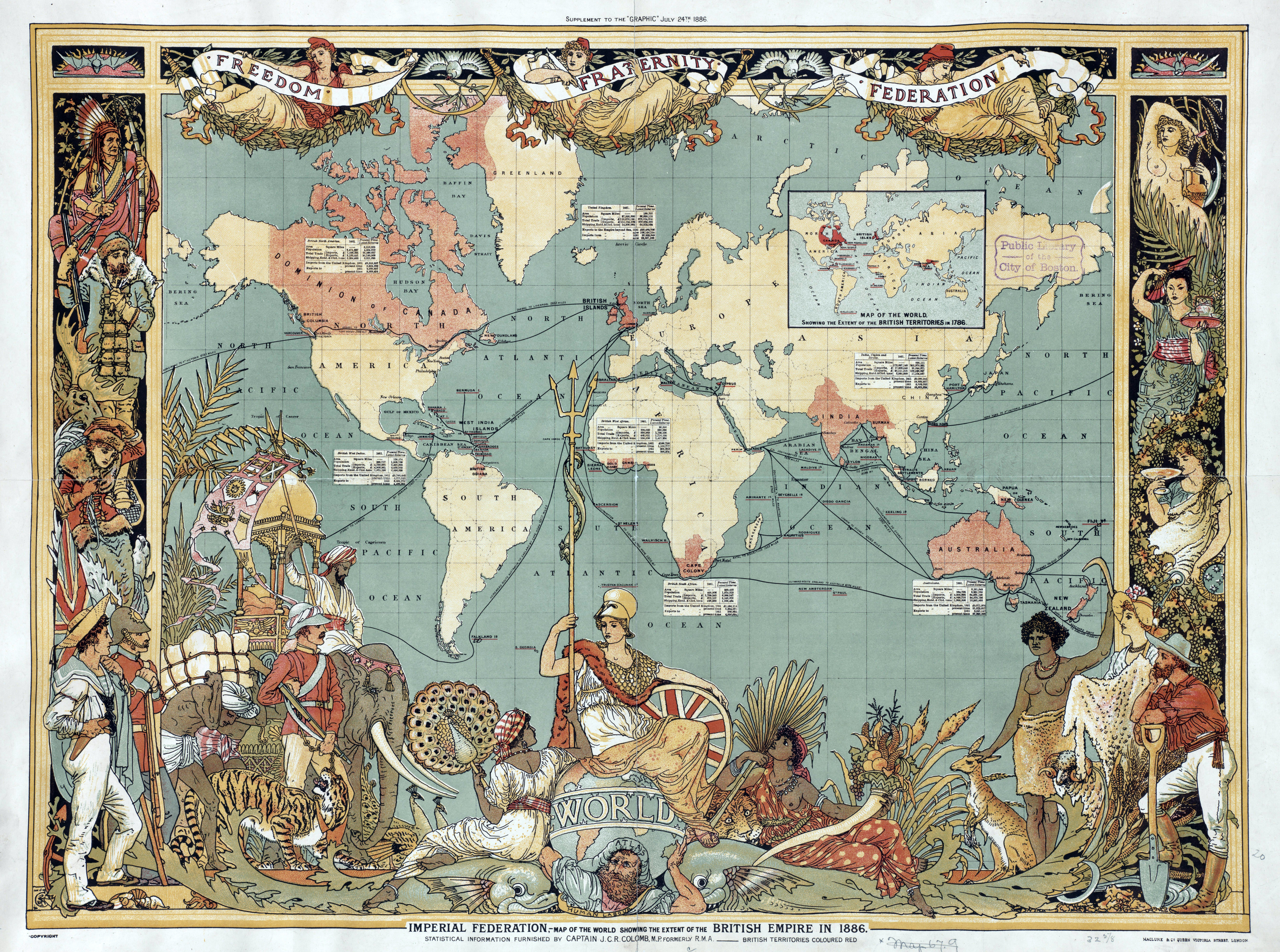
Bản đồ chi tiết Đế quốc Anh năm 1886, những lãnh thổ do Đế quốc Anh cai trị được tô màu trên bản đồ.

### Công ty Đông Ấn tại châu Á

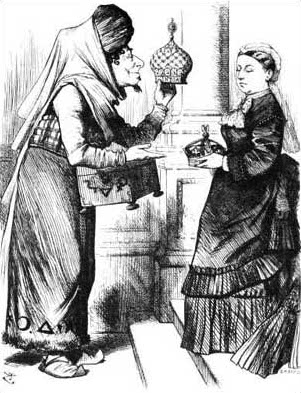
Một biếm họa chính trị của Benjamin Disraeli (1804–1881). Câu ghi chú là "New crowns for old ones!" (Tạm dịch: Vương miện mới cho những người cũ)

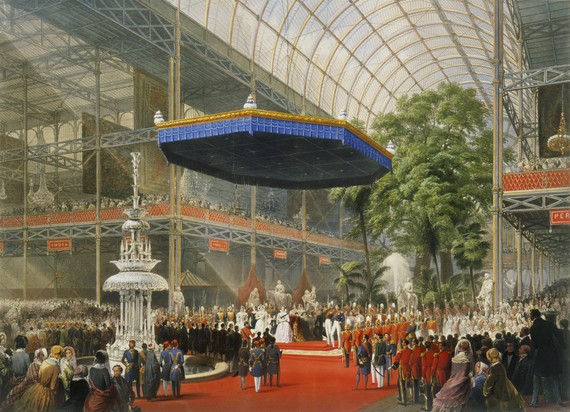
Victoria của Anh khai mạc triển lãm quốc tế năm 1851 (Đại Triển lãm) tại Luân Đôn ở Cung điện Thủy tinh